# Lasioglossum croceipes
Lasioglossum croceipes är en biart som först beskrevs av Morawitz 1876.  Lasioglossum croceipes ingår i släktet smalbin, och familjen vägbin. Inga underarter finns listade i Catalogue of Life.